# Михайлов (Краснодарский край)
Михайлов — хутор в Курганинском районе Краснодарского края.
Входит в состав Безводного сельского поселения.

## Население
| 2002 | 2010 |
| ---- | ---- |
| 43   | ↘34  |

- ул. Центральная.